# كحلاء مشرقية
الكحلاء المشرقية نوع نباتي يتبع جنس الكحلاء من الفصيلة الحمحمية.

## البيئة والانتشار
موطنه المشرق العربي وجنوب غرب تركيا واليونان والقوقاز.